# مسجد مراد رايس
مسجد مراد رايس (باليونانية: Τζαμί Μουράτ Ρέις)‏، من (بالتركية: Murat Reis Camii)‏: هو مسجد تاريخي من العصر العثماني في جزيرة رودس الإيجية في اليونان. سمي على اسم مراد رايس (الأكبر)، وهو أميرال مهم في البحرية العثمانية، ولا يزال المسجد قائما، وهو بحاجة إلى الترميم وليس مفتوحا للعبادة، على غرار غالبية المساجد العثمانية الموجودة في رودس. يتميز بتصميم مئذنته الغير عادي.

## البنيان
يقع المسجد عند منعطف الطريق الرئيسي المؤدي من الميناء إلى الشاطئ.
تتميز قاعة الصلاة في مسجد مراد رايس بتصميم مربع الشكل، وهي مزينة بقبة، بينما تم تغطية الرواق وقمة المئذنة بالجص. وأمام الجهة الشمالية الغربية ينتصب رواق بأعمدة مؤلف من ثلاثة أقواس تدعم السقف الخشبي المسجد بالأحرى في حاجة ماسة إلى الترميم.
يقع المنبر الخشبي على يمين المحراب، وهو في حد ذاته تجويف نصف دائري محاط بعمودين حجريين، ويخلو بشكل ملحوظ من أي نص مكتوب،وقد يكون مثل هذا النص موجودًا في السابق وتعرض للتخريب فيما بعد.